# Arbeitsrecht
Das Arbeitsrecht umfasst alle Gesetze, Verordnungen und sonstige verbindliche Bestimmungen zur unselbständigen, abhängigen Erwerbstätigkeit. Inhaltlich unterscheidet man das Individualarbeitsrecht (Verhältnis zwischen Arbeitgeber und Arbeitnehmer) vom Kollektivarbeitsrecht (Verhältnis zwischen Gewerkschaften und Arbeitgeberverbänden auf überbetrieblicher Ebene und zwischen Betriebs- oder Personalräten bzw. Mitarbeitervertretungen oder der Arbeitsrechtlichen Kommission auf der einen Seite und den Arbeitgeberverbänden und Arbeitgebern auf der betrieblichen Ebene – siehe auch Koalition und Koalitionsrecht. Die Arbeitnehmermitwirkung im Aufsichtsrat ermöglicht eine Beteiligung der Arbeitnehmer auf Unternehmensebene.) Ein wichtiger Bestandteil des Arbeitsrechts ist der Arbeitnehmerschutz.

## Geschichte
Die Arbeit ist bereits seit dem Altertum Gegenstand rechtlicher Regelungen. Im römischen Recht hatte der Dienstvertrag (locatio conductio operarum) jedoch aufgrund der weiter verbreiteten Sklavenarbeit nur eine untergeordnete Rolle. Im Deutschland des Mittelalters tragen Dienstverhältnisse oft personenrechtliche Züge. Obgleich in bestimmten Gebieten in kleinem Umfang bereits Lohnarbeit existierte, wird heute die zweite Hälfte des 18. Jahrhunderts als der Beginn der Arbeitsrechtsgeschichte angesehen. Damals entwickelte sich ein großer Teil der Bevölkerung in Europa zu lohnabhängigen Arbeitern (Proletariat) und es entstand die soziale Frage (Pauperismus). Die sozialen Missstände der Industrialisierung im 19. Jahrhundert werden auch als Folge der Privatautonomie trotz Ungleichgewicht der Macht der Vertragspartner gesehen.
Die Entwicklung eines Arbeitsrechts begann 1833 in England mit den Fabrikgesetzen. Sie beschränkten die Arbeitszeit für Kinder zwischen 9 und 13 Jahren auf acht Stunden und für Kinder zwischen 14 und 18 Jahren auf 12 Stunden. Kinder unter 9 Jahren sollten die Schule besuchen.

## Arbeitsrecht einzelner Länder
Das Arbeitsrecht wird in jedem Staat unterschiedlich geregelt, beispielhaft:
- Arbeitsrecht (Bulgarien)
- Arbeitsrecht (Deutschland)
- Arbeitsrecht (DDR)
- Arbeitsrecht (Frankreich)
- Arbeitsrecht (Österreich)
- Arbeitsrecht (Schweiz)

In der Europäischen Union kommt es mit der Liberalisierung des Arbeitsmarktes zu einem staatenübergreifenden Arbeitsrecht.